# Sergentomyia clara
Sergentomyia clara är en tvåvingeart som beskrevs av Lewis och Dyce 1989. Sergentomyia clara ingår i släktet Sergentomyia och familjen fjärilsmyggor. Inga underarter finns listade i Catalogue of Life.